# 西村基
西村 基（にしむら もと、1964年3月8日 - 2015年11月30日）は、兵庫県豊岡市出身のエフエムたじま（FMジャングル）のラジオパーソナリティ。本名は西村 正昭（にしむら まさあき）

## 人物
兵庫県豊岡市出身。高校卒業後は豊岡市の地場産業である鞄卸業の会社に就職、営業を担当し関東地方など各地を回った後、FMジャングル開局の準備のために豊岡市に戻る。そのため開局当初から関わりがあり、また2002年より放送局長も務めていた。
2000年8月中旬までは、平日の朝・昼の番組では本名名義、平日夕方及び週末番組では「アニ丸」名義で出演していたが、同月下旬より「西村 基」名義に変更した。
歌謡曲（特に1970年代～80年代）に詳しい。
2015年11月30日、兵庫県豊岡市の自宅で心不全のため死去。51歳没。
2016年3月5日、19:00～22:00までFMジャングルで追悼番組を放送。
同年4月28日、JCBA近畿地区協議会主催の第18回JCBA近畿コミュニティ放送賞初代パーソナリティ賞を受賞。また西村が担当した番組『集まれ!TVっ子「モーレツ!!懐かCM」』（2015年3月放送）も娯楽部門最優秀賞を受賞した。

## 出演
- JUNGLE Daily Flash（水：16:00 - 19:00）
- JUNGLE LUNCH BOX（木：11:00 - 13:00）
- 基のとびっきり歌謡曲（土：19:00 - 20:00）
- お茶の間（水：13:00 - 13:30）
- TOYOOKAほっとスタジオ（第1 土：16:00 - 17:00）
- TOYOOKAサウンドナビゲーション（終了）
- ジャングル川柳教室「あなたもやってみま川柳」（終了）
- ジャングルガチでやり隊（終了）
- とよおか！こんな人おんなるで！！（終了）
- とよおかもっと！教え隊！！（終了）
- とよおか行ってみタウン来てみタウン（終了）
- たじまお仕事マップ（終了）